# Микроскопски полиангиитис
Микроскопски полиангиитис (МПА) који се назива и хиперсензитивни васкулитис или леукоцитокластични васкулитис је негрануломатозни некротизирајући системски васкулитис који захвата мале артериоле и удружен је са некротизирајућим гломерулонефритисом у 90% случајева и п-АНЦА позитивношћу у 75%. Етиопатогенеза је непозната, вероватно аутоимуна.

## Историја и терминологија
Први опис пацијента са болешћу данас познатом као микроскопски полиангиитис (МПА) појавио се у европској литератури 1920-их. Концепт ове болести као стања које је одвојено од нодозног полиартеритиса (ПАН) и других облика васкулитиса није, међутим, почео да се укорењује у медицинском размишљању све до касних 1940-их. Чак и данас, неки збуњујући термини за МПА (нпр. „микроскопски полиартеритис нодоса “ пре него „микроскопски полиангиитис “) опстају у медицинској литератури. Конфузија у вези са правилном номенклатуром ове болести довела је до примене назива у изворима као „микроскопски полиартеритис нодоза” и „преосетљиви васкулитис” дуги низ година. Године 1994. године Chapel Hill Consensus Conference  препознала је МПА као сопствени ентитет, јасно га разликујући у класификационој шеми од ПАН, грануломатозе са полиангиитисом (ГПА, раније Вегенеровог синдрома), кожног леукоцитокластичног ангиитиса (КЛА) и других болести са којима се МПА мешао током година.
Велики део објашњења за потешкоће у одвајању МПА од других облика васкулитиса произилази из бројних области преклапања МПА са другим болестима. МПА, ПАН, ГПА и ЦЛА и други поремећаји деле различите карактеристике, али истовремено поседују довољно разлика да оправдају одвојене класификације.

## Епидемиологија
Са нозолошке тачке гледишта, микроскопски полиангиитис припада групи васкулитиса повезаних са  антинеутрофилним цитоплазматским антителима (АНЦА) аутоантителима, заједно са Вегенеровом грануломатозом и Чарг—Штраусовим синдром.
Болест има инциденцу од 3-5/100.000 особа, са склоношћу према мушком полу (однос мушкарци:жене 1,8:1) и за особе од 50-60 година.  Инциденција је већа у јужној Европи него у северној Европи. 

## Етиопатогенеза
Етиологија је непозната, док би патогенеза болести имала аутоимуну основу, са вероватном патогеном улогом АНЦА усмерене против мијелопероксидазе (МПО-АНЦА), експримиране на ћелијској мембрани неутрофилних леукоцита преактивираних флогогеним стимулусима. 
Ин витро студије су откриле да АНЦА, директно и путем активације комплемента , може да изазове дегранулацију неутрофила, уз ослобађање литичких ензима и цитокина.  Експерименталне студије на мишевима су показале да инокулација анти-МПО ИгГ имуноглобулина има својство да производи васкуларне и гломеруларне лезије потпуно сличне онима код микроскопског полиангиитиса. 

## Патолошка анатомија
Лезије утичу на мале артеријске и венске крвне судове. Микроскопски се уочава трансмурална некроза, са фибриноидном некрозом медија, док грануломи изостају, као и имуни комплекси. У неким областима налази се само леукоцитна инфилтрација са инфилтрирајућим фрагментима једра неутрофила (леукоцитоклаза).

## Клиничка слика
Иако болест има системски карактер, клиничку слику карактериш изражен тропизам за бубреге и плућа.  Почетак болести је често подмукао, са неспецифичним општим симптомима (грозница, малаксалост, астенија, мијалгија). Први локални симптоми се могу приписати гломерулонефритису, са протеинуријом, микрохематуријом , уринарним цилиндрима и бубрежном инсуфицијенцијом. Плућни капилари се јавља у 12-55% случајева, са алвеоларним крварењем ( хемоптизија и хемоптоја), кашљем, диспнејом и плеуритичним болом у грудима. У 37-72% случајева јавља се мононеуритис . Такође могу бити захваћени гастроинтестинални тракт (бол у стомаку, крвава столица) и често (30-60%) кожа са пурпуром , еритемом или ливедо ретицуларисом.
| Унаци и симптоми | % пацијената |
| ---------------- | ------------ |
| Запаљење бубрега | ~80%         |
| Губитак тежине   | >70%         |
| Лезије коже      | >60%         |
| Оштећење нерва   | 60%          |
| Грозница         | 55%          |

## Дијагноза
Лабораторијски тестови - показују повишене вредности неспецифичних инфламаторних параметара (брзина седиментације еритроцита , Ц-реактивни протеин), леукоцитозу и нормохромну и нормоцитну анемију . АНЦА се могу детектовати у 50-75% случајева - она имају перинуклеарно обележавање (п-АНЦА) и специфични су за мијелопероксидазу (МПО). 
Рендгенски снимак грудног коша - може открити слике алвеоларног крварења са билатералним замућењима, и одсутним плућним нодулима.
Биопсија бубрега - показује код свих пацијената сегментни некротизирајући гломерулонефритис са полумесецима, у 20% случајева удружен са васкулитисом и фибриноидном некрозом; имуни комплекси су одсутни или ретки (пауци-имуни гломерулонефритис). 

## Диференцијална дијагноза
Дигференцијално дијагностички треба имати у виду класични нодозни полиартеритиса од којег се разликује по:
- алвеоларном крварењу (видљиво на рендгенском снимку грудног коша или компјутеризованој томографији грудног коша )
- присуству гломерулонефритиса,
- негативног налаза на ХбСАг антиген.

## Терапија
Лечење укључује употребу кортикостероида и цитотоксичних агенаса. Стероид (обично преднизон) у комбинацији са циклофосфамидом или ритуксимабом је прва комбинација лекова која се прописује. Након контроле болести – обично око 4 – 6 месеци (што зависи од пацијената) користиће се терапија за одржавање болести у ремисији.  Преднизон се може прекинути након отприлике 6 месеци.

## Прогноза
Уз адекватно лечење, ремисија болести лечење је успешно у 90% случајева. 
Петогодишња стопа преживљавања је 74%. 